# Нимченко, Юрий Петрович
Юрий Петрович Нимченко (род. 4 июня 1980, Букварка, Кировоградская область) — российский военнослужащий. Командир танка танкового взвода танковой роты танкового батальона 126-й отдельной бригады береговой обороны 22-го армейского корпуса береговых войск Черноморского флота, гвардии старший сержант. Герой Российской Федерации (4 марта 2022). Сенатор Российской Федерации от исполнительной власти Республики Крым с 12 сентября 2024 года. Вошёл в Комитет Совета Федерации по обороне и безопасности.

## Биография
Родился 4 июня 1980 года в селе Букварка Кировоградской области УССР.
Военную службу по призыву проходил по специальности «механик-водитель танка» в различных частях Вооружённых сил Украины (ВСУ). Закончив срочную службу, в 2005 году перешёл на контрактную и был направлен в часть, дислоцированную в Крыму.
С 2014 года — в рядах Вооружённых Сил Российской Федерации.
Принимал участие в российском вторжении на Украину. Согласно сообщению Министерства обороны Российской Федерации, Нимченко «не позволил допустить прорыва противника, обеспечив выполнение задачи по удержанию моста».
В 2024 году являлся доверенным лицом кандидата в президенты России Владимира Путина.
12 сентября 2024 года наделён полномочиями сенатора Российской Федерации — представителя от исполнительного органа государственной власти Республики Крым. 25 сентября был включён в состав Комитета Совета Федерации по обороне и безопасности.

## Оценки деятельности
Издание «Вёрстка», ссылаясь на двух собеседников в Совфеде, сообщила, что у Нимченко нет высшего образования, а сам он «дуб-дубом», при этом другие сенаторы не приняли бывшего военного и «не общаются с ним».

## Награды и звания
Государственные:
- Герой Российской Федерации (Указом Президента Российской Федерации («закрытым») от 4 марта 2022 года за героизм, мужество, отвагу и самоотверженность, проявленные при исполнении воинского долга, гвардии старшему сержанту Нимченко Юрию Петровичу присвоено звание Героя Российской Федерации с вручением знака особого отличия — медали «Золотая Звезда».
- Орден Мужества (2023)
- Медаль ордена «За заслуги перед Отечеством» II степени с мечами

Награды Министерства обороны Российской Федерации:
- Медаль «За воинскую доблесть» II степени
- «За участие в военном параде в ознаменование 70-летия Победы в Великой Отечественной войне 1941—1945 годов» (2015)
- Медаль «За возвращение Крыма»
- «За участие в военном параде в ознаменование 75-летия Победы в Великой Отечественной войне 1941—1945 годов» (2020)
- Знак отличия военнослужащих Южного военного округа «За службу на Кавказе»

Награды субъектов Российской Федерации:
- Орден «За верность долгу» с мечами (Республика Крым)
- Памятная медаль «80 лет освобождения Крыма от фашистских захватчиков» (Республика Крым)